# Dera Gopipur
Dera Gopipur är en ort i Indien.   Den ligger i distriktet Kangra och delstaten Himachal Pradesh, i den norra delen av landet, 400 km norr om huvudstaden New Delhi. Dera Gopipur ligger 445 meter över havet och antalet invånare är 4 735.
Terrängen runt Dera Gopipur är kuperad söderut, men norrut är den platt. Runt Dera Gopipur är det tätbefolkat, med 397 invånare per kvadratkilometer. Närmaste större samhälle är Jawāla Mukhi, 9,6 km öster om Dera Gopipur. I omgivningarna runt Dera Gopipur växer i huvudsak blandskog.